# Краснолуки

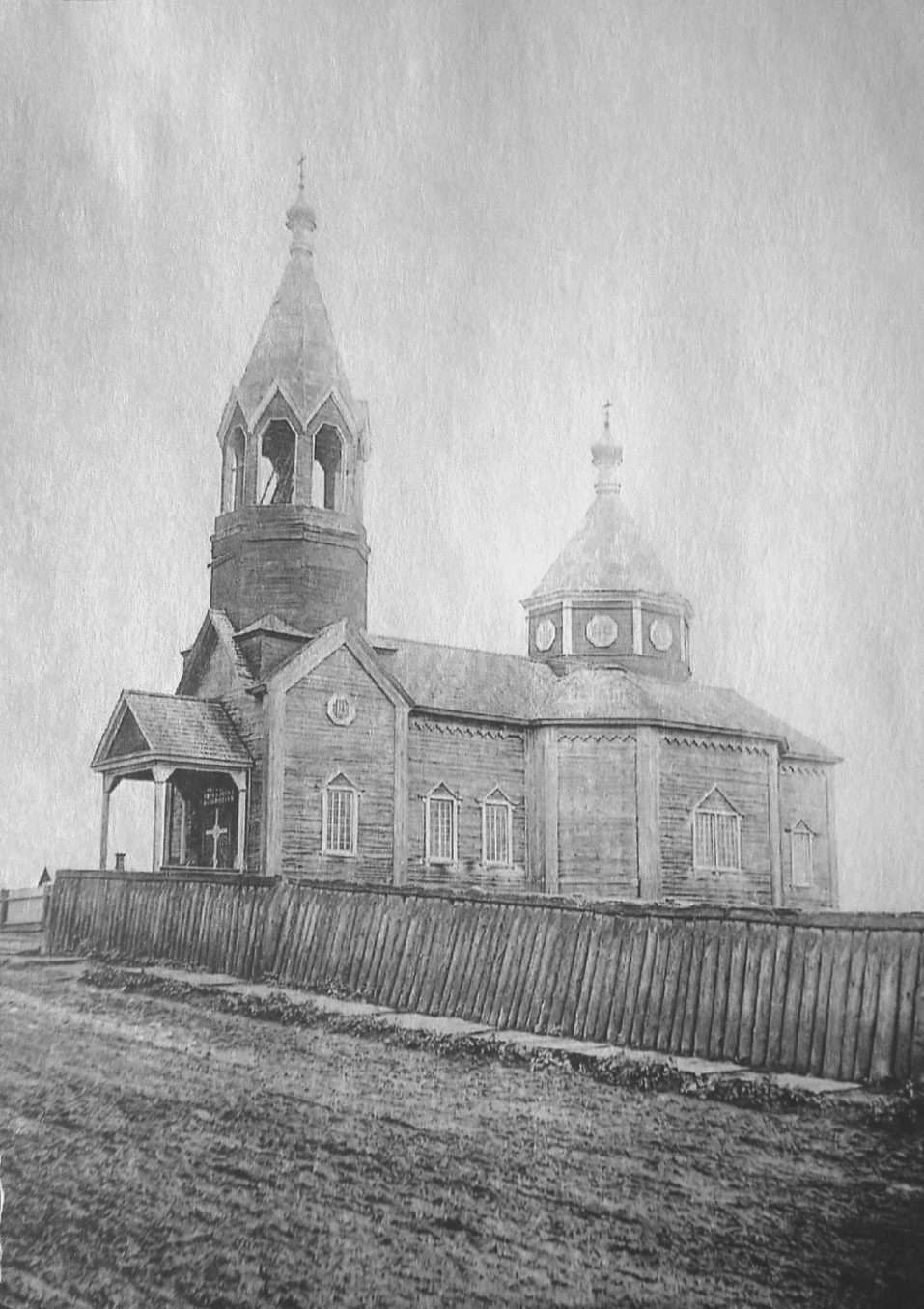
Церковь в Краснолуках на фото начала XX века (не сохранилась)

Краснолуки (бел. Красналукі) — агрогородок в Чашникском районе Витебской области Беларуси, центр Краснолукского сельсовета. Население — 413 человек (2019).

## География
Агрогородок находится неподалёку от границы с Минской областью в 20 км к юго-западу от города Новолукомль и в 33 км к юго-западу от Чашников. Краснолуки стоят на правом берегу реки Эсса, на которой в окрестностях посёлка создана сеть мелиоративных каналов. Через Краснолуки проходит автодорога Лепель — Холопеничи, ещё одна дорога связывает Краснолуки с посёлком Латыголичи.

## История
Первое письменное упоминание о Краснолуках датируется 1633 годом. Поселение входило в состав Оршанского повета Витебского воеводства Великого княжества Литовского и в разное время находилось во владении Хрептовичей и Приборов.
В результате второго раздела Речи Посполитой (1793) Краснолуки оказались в составе Российской империи, в Борисовском уезде Минской губернии. В 1859 году в местечке было 36 дворов. В 1876 году здесь была построена деревянная православная церковь Св. Духа (не сохранилась). По Рижскому мирному договору, завершившему советско-польскую войну Краснолуки остались на советской стороне. С марта 1924 года Краснолуки в составе БССР, где они стали центром сельсовета. Статус поселения понизили до деревни.
В 1897 в Краснолуках проживало 519 евреев (65,9 % от общего числа жителей). Еврейских кладбищ было два: старое и новое. Фрагменты старого еврейского кладбища сохранились в виде нескольких мацейв с нечитабельными надписями. Место нового еврейского кладбища было распахано после войны (участок между бывшим кафе-столовой «Журавинка» и зданием почты). До конца 1930-х годов в Краснолуках была деревянная двухэтажрная синагога (не сохранилась), и были планы построить каменную (со слов жителей Краснолук, нынешнее здание столовой стоит на её фундаменте). Перед войной деревянная синагога была перепрофилирована под Дом культуры. Из двух школ еврейская была закрыта в 1937—1938 годах, и её учащиеся вынуждены были перейти в так называемую «русскую».
На 1940 год здесь было 96 дворов и 593 жителя. На реке Эсса работала гидроэлектростанция, и деревня освещалась собственным электричеством. Председателем сельсовета был Шуб.
В годы Великой Отечественной войны Краснолуки находились под немецкой оккупацией с июля 1941 по июль 1944 года. Евреи Краснолук были согнаны в гетто и в марте 1942 года были расстреляны (более 300 человек). Их останки были захоронены в 1970-х годах на средства родственников с ограждением территории и установкой обелиска на месте братской могилы.
На территории Краснолукского сельсовета в годы войны фашистами были уничтожены деревни Яриново и Стайчевка (в ней расстреляно 26 жителей).
После войны на самом высоком месте деревни, где были похоронены погибшие в 1944 году партизаны, воздвигли памятник в виде воина с опущенным знаменем. Там лежат Машкей Даниил Филиппович, Авинтинов Владимир Николаевич, Авионов Л. К., Коровин, Супруненко Аркадий, Виноградова Анна, Барковец Иван Иванович, Умаров Николай, Кащеев Пётр Кузьмич, Агеев Г. В., Ижвин Павел, Барковская, солдат Белодерновский Борис Львович. Позже мемориал был дополнен кенотафами павшим в годы Великой Отечественной войны жителям Краснолук (без расстрелянных в 1942 году евреев) и близлежащих деревень. Сюда же был перезахоронен комиссар местного партизанского отряда.
В 1996 году в посёлке было 569 жителей. В 1999 году построена новая православная каменная церковь св. Иоанна Кронштадтского. Кроме церкви, сейчас в Краснолуках находятся сельсовет, детский сад, школа, почта, продовольственный и промтоварный магазины, библиотека и небольшой парк. В 2011 году была высажена ведущая к школе аллея в честь земляков, прославивших Краснолукский край.
Через Краснолуки проходят автобусные маршруты Чашники — Латыголичи, Чашники — Замошье и Лепель — Борисов.